# Body Team 12
Body Team 12 é um curta-metragem documentário estadunidense de 2015 dirigido por David Darg, que fala sobre o Movimento Internacional da Cruz Vermelha e do Crescente Vermelho, o qual ajudou na luta contra o ebola. Foi apresentado originalmente em 19 de abril de 2015 no Festival de Cinema de Tribeca. 
Foi indicado ao Oscar de melhor documentário de curta-metragem em 2016.